# Apa (Satu Mare)
Apa (in ungherese Apa) è un comune della Romania di 2 824 abitanti, ubicato nel distretto di Satu Mare, nella regione storica della Transilvania. 
Il comune è formato dall'unione di 3 villaggi: Apa, Lunca Apei, Someșeni.
Le condizioni favorevoli della Piana di Someş fecero sì che la zona fosse abitata da tempi molto antichi: sul territorio del comune sono stati infatti ritrovati (in particolare nel 1939) reperti risalenti all'Età del bronzo.
La prima attestazione documentaria dell'esistenza della località risale al 1215, quando viene citata dall'autore ungherese Makrai nell'opera A Középkori Szatmár Megye.

## Monumenti e luoghi d'interesse
- Chiesa riformata - 1640.
- Chiesa ortodossa - 1870.
- Casa museo Vasile Lucaciu